# Bibo Nunes Show
Bibo Nunes Show é um programa talk-show televisivo brasileiro apresentado pelo jornalista Bibo Nunes, que vai ao ar diariamente pelo Canal 20, um canal a cabo que tem alcance em Porto Alegre e cidades da região metropolitana. O programa é exibido diariamente, ás 23h30min e é composto por convidados e por entrevistas sobre assuntos em destaque no momento.

O programa começou a ser transmitido em 5 de maio de 2008, em TV aberta, pela Ulbra TV, um canal local do Rio Grande do Sul. Em 24 de janeiro de 2013, Bibo Nunes deixou a Ulbra TV e em 1 de outubro de 2014, voltou a ser transmitido pela TV Urbana, tendo transmissão em várias plataformas, como redes sociais, celulares e transmissão ao vivo online. Em 2014, Bibo Nunes deixou o programa devido à sua candidatura para a Câmara dos Deputados pelo PSD, e em 30 de junho do mesmo ano, a TV Urbana rompeu com Bibo Nunes e cancelou o programa. Bibo Nunes entrou com uma medida cautelar judicialmente para voltar a apresentar o programa na emissora.

Atualmente, o programa é transmitido através de TV a cabo, pela NET Sul, no Canal 20.